# Maria Sewcz
Maria Sewcz (* 1960 in Schwerin) ist eine deutsche Fotografin und Künstlerin, die in Berlin lebt und arbeitet.

## Leben
Von 1982 bis 1987 studiert sie an der Hochschule für Grafik und Buchkunst in Leipzig bei Professor Arno Fischer und absolviert ihr Diplom. Dort wird sie ebenfalls in den Jahren 1993-1995 Meisterschülerin bei Timm Rautert.
Nach dem Studium erhält sie einige Stipendien und Arbeitsstipendien, die ihre künstlerische Aktivität fördern. Im Jahr 1994 erhält Sewcz das Stipendium für künstlerische Fotografie von der DG BANK in Frankfurt am Main. Außerdem erhält sie 2011 das Villa Massimo Stipendium, welches ihr einen Aufenthalt in Rom ermöglicht.
Es folgen Lehraufträge, zunächst in Braunschweig von 2005 bis 2007 an der Hochschule für bildende Künste. Seit 2017 lehrt Maria Sewcz an der Ostkreuzschule für Fotografie in Berlin.

## Werk
Das Werk von Maria Sewcz besteht zu großen Teilen aus der Auseinandersetzung mit Städten, besonders intensiv beschäftigt sie sich mit Berlin. 
„Ich sehe mich als Berlin-Chronist“ [..]. „Für Berlin habe ich natürlich einen anderen Ansatz, weil es mein Lebensmittelpunkt ist. Ich verfolge die Entwicklung hier seit den 1980er-Jahren.“

-Maria Sewcz, Bildband „Jetzt, Berlin“ zeigt eine Stadt im Wandel, Berliner Zeitung am 24. Januar 2024
Ihre Fotografien befinden sich unter anderem in den folgenden Sammlungen: Photography Collection, LACMA, Los Angeles; Fotografische Sammlung, Berlinische Galerie, Museum für Moderne Kunst, Berlin; Fotografische Sammlung, Museum Folkwang, Essen.

## Einzelausstellungen (Auswahl)
- 1995: un, Frankfurter Kunstverein, Frankfurt am Main[7]
- 2004: point out, Haus am Waldsee, Berlin[8]
- 2019: Auszug der Seele, Ch. B., Studio Kupferstich-Kabinett, Dresden[7]
- 2020: ÜberStädte, Haus am Kleistpark, Berlin[9]
- 2021: London, 2018, 2019, 2020, ongoing, bautzner69, Dresden[7]

## Gruppenausstellungen (Auswahl)
- 2018: LAND__SCOPE, Münchner Stadtmuseum[7]
- 2022: Aufbrüche. Abbrüche. Umbrüche, Stadtmuseum Berlin[7]
- 2023: Touch. Politiken der Berührung, Europäischer Monat der Fotografie, Amtsalon, Berlin[10]
- 2024: Schweinebewusstsein Vagabundierend, Sprengel Museum Hanover[11]

## Monografien, Kataloge und Künstlerbücher (Auswahl)
- Maria Sewcz, Jetzt Berlin, Spector Books, Leipzig 2023, ISBN 978-3959057295
- Maria Sewcz, point out, JOVIS, Berlin 2004, ISBN 978-3936314502
- Maria Sewcz, inter esse: Berlin 1985-1987, Steidl, Göttingen 2014, ISBN 978-3-86521-788-2
- Maria Sewcz, TR 34; Istanbul, Hartmann Books, Stuttgart 2018, ISBN 978-3-96070-026-5
- Maria Sewcz, un 1995, Frankfurter Kunstverein, Künstlerbuch, Frankfurt am Main 1995

## Preise und Stipendien (Auswahl)
- 2024 Nominierung, Paula Modersohn-Becker Kunstpreis
- 2024 Kunstpreis Fotografie, Lotto Brandenburg
- 2021 Recherchestipendium, Senatsverwaltung für Kultur und Europa, Berlin
- 2016 Istanbul-Stipendium, Senatsverwaltung für Kultur, Berlin
- 2013 Villa-Serpentara-Stipendium, Akademie der Künste, Berlin
- 2011 Villa Massimo, Stipendium der Deutschen Akademie Rom
- 2010 Ehrengast im Künstlerhaus Lukas, Ahrenshoop
- 2005 Dorothea-Erxleben-Programm, Hochschule für Bildende Künste Braunschweig
- 2003 Hannah-Höch-Förderpreis, Senatsverwaltung für Kultur, Berlin
- 1999 Arbeitsstipendium der Stiftung Kunstfonds, Bonn
- 1998 Arbeitsstipendium Bildende Kunst, Senatsverwaltung für Kultur, Berlin
- 1994 Stipendium für künstlerische Fotografie der DZ BANK, Frankfurt / Main[3]